# Kurt Hielscher
Kurt Hielscher (n. 7 ianuarie 1881, Strzegom, Voievodatul Silezia Inferioară, Polonia – d. 10 iulie 1948, Lichtenstein/Sa., Saxonia, Germania) a fost un fotograf german, cunoscut prin albumele sale fotografice realizate în perioada Primului Război Mondial și în perioada interbelică, inedite la acea vreme. Kurt Hielscher era originar din Silezia. A străbătut mai multe state europene, realizând albume cu imagini de călătorie: Spania, Italia, Iugoslavia, Danemarca, Norvegia dar și România. Lucrarea sa despre România este unul dintre cele mai complexe și profesioniste albume fotografice realizat despre țara noastră în acele timpuri. Albumul a fost publicat în 1933 și prefațat de Octavian Goga.

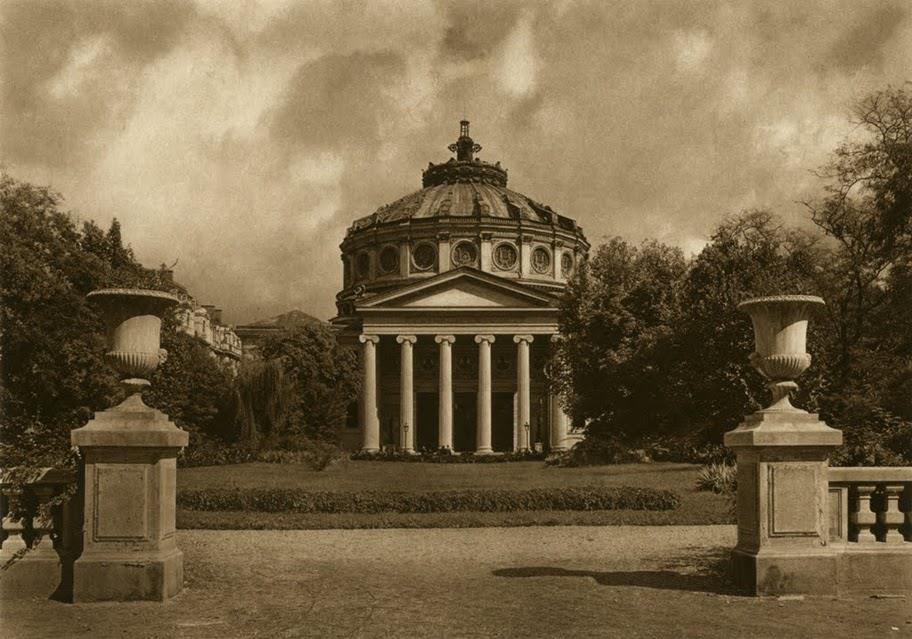
Ateneul Român
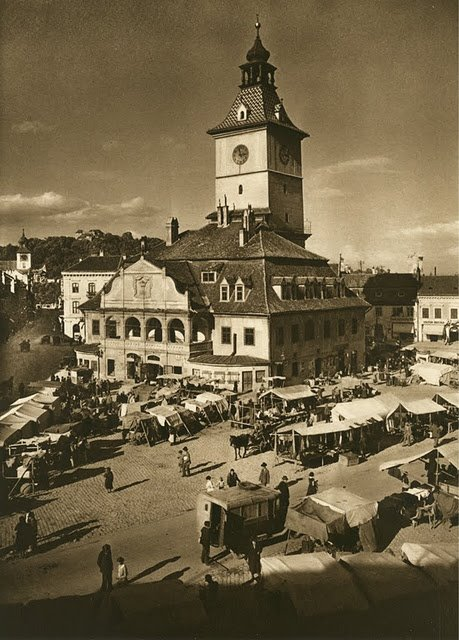
Casa Sfatului din Brașov
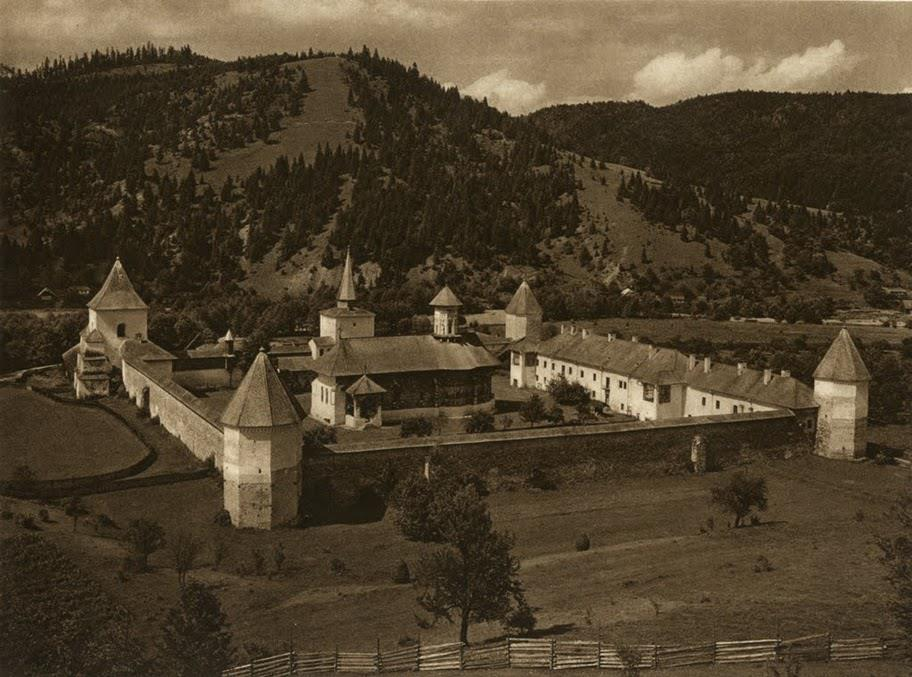
Mănăstirea Sucevița
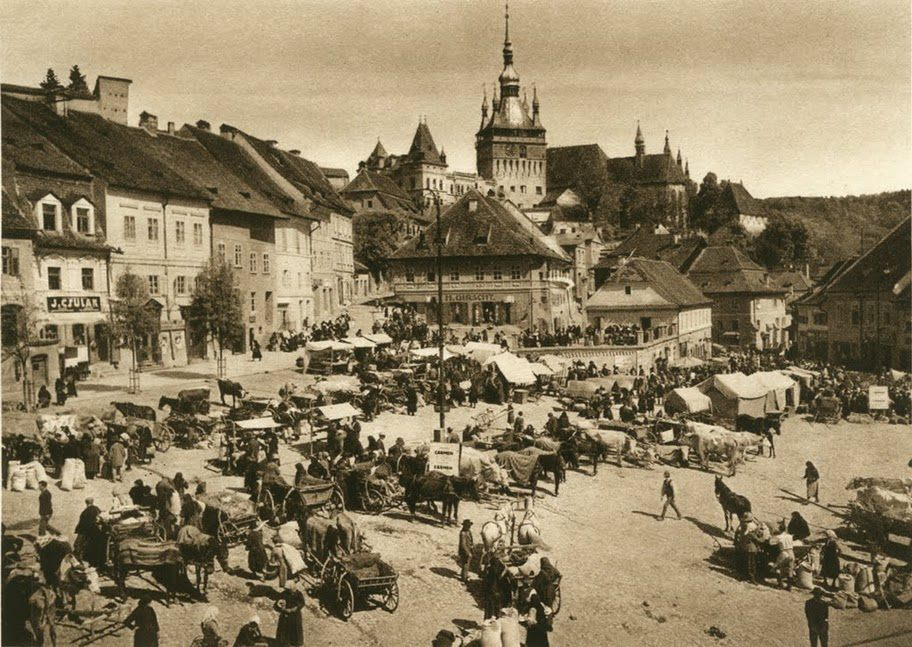
Piața din Sighișoara interbelică
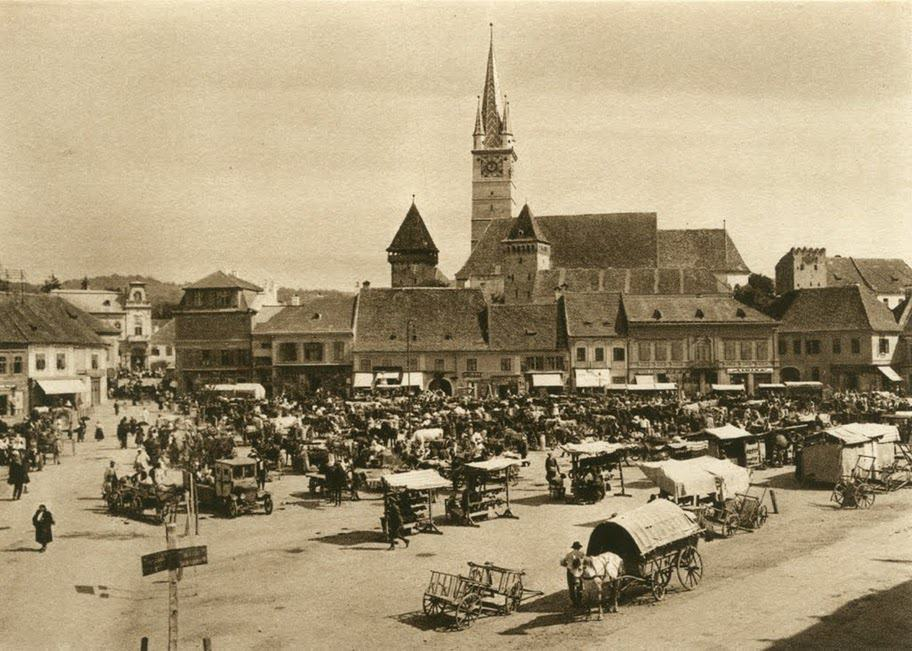
Centrul istoric din Mediaș
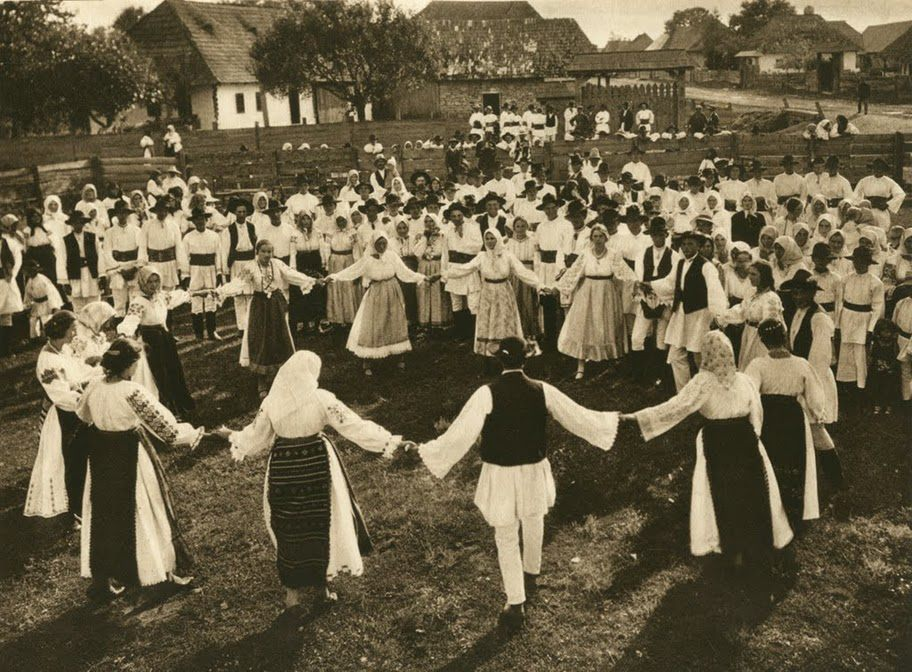
Horă, Rusu Bârgăului
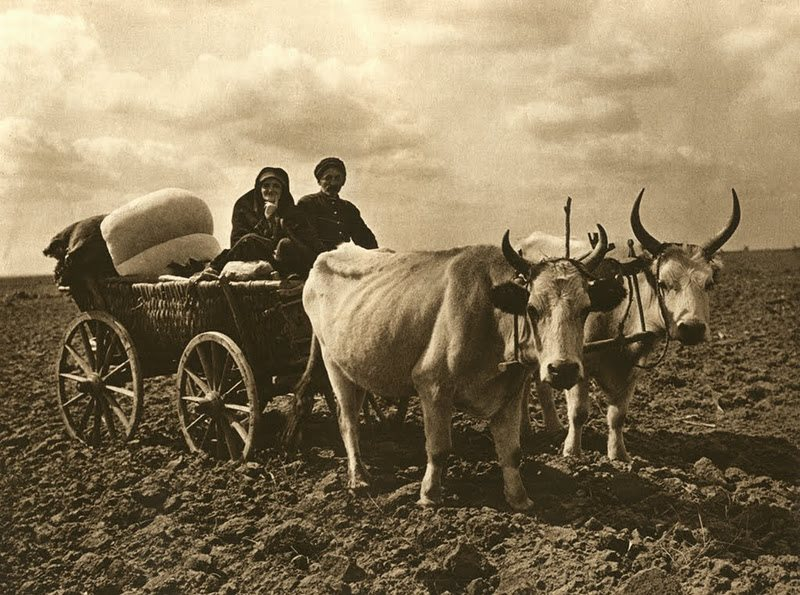
Car cu boi, Dobrogea
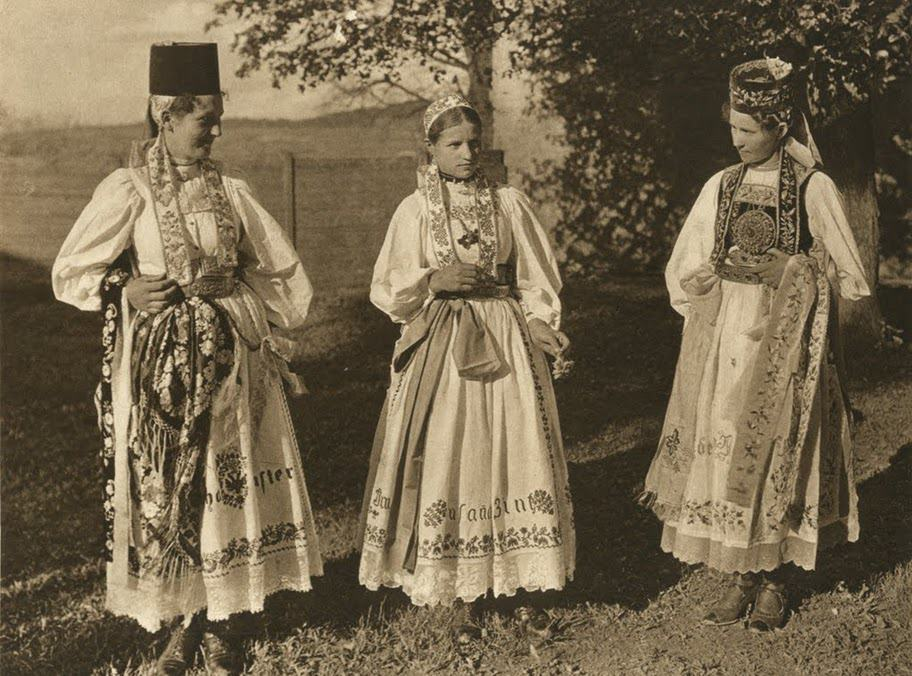
Săsoaice
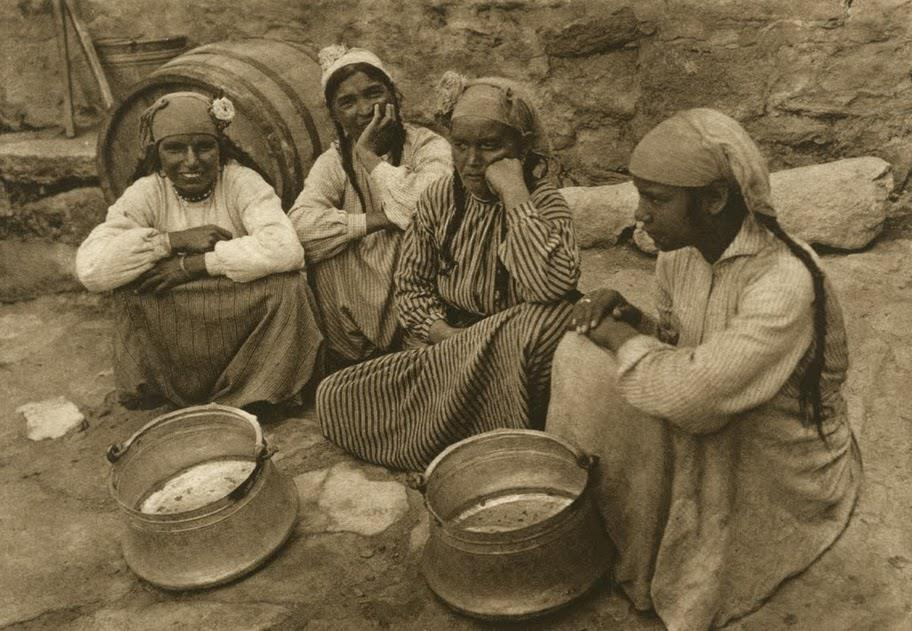
Turcoaice